# 地普托品
地普托品（或称为：dibenzheptropine，商品名：Brontina）是一种含氮有机化合物，化学式C23H27NO，能作为抗膽鹼劑和抗組織胺藥，作用于组胺H1受体，上市销售的通常是其柠檬酸盐。